# Sidomulyo (Bilah Hilir)
Sidomulyo is een bestuurslaag in het regentschap Labuhan Batu van de provincie Noord-Sumatra, Indonesië. Sidomulyo telt 5932 inwoners (volkstelling 2010).